# Ugglefly
Ugglefly, Xylomoia strix, är en fjärilsart som beskrevs av Kauri Mikkola 1980. Ugglefly ingår i släktet Xylomoia och familjen nattflyn, Noctuidae. Enligt den finländska rödlistan är arten otillräckligt studerad i Finland. Artens livsmiljö är torra och karga åsmoar. Inga underarter finns listade i Catalogue of Life.